# Eraldo Pecci
Eraldo Pecci (San Giovanni in Marignano, Provincia de Rímini, Italia, 12 de abril de 1955) es un exfutbolista italiano. Se desempeñaba en la posición de centrocampista.

## Selección nacional
Fue internacional con la selección de fútbol de Italia en 6 ocasiones. Debutó el 27 de septiembre de 1975, en un encuentro ante la selección de Finlandia que finalizó con marcador de 0-0.

### Participaciones en la Copa del Mundo
| Mundial                        | Sede      | Resultado |
| ------------------------------ | --------- | --------- |
| Copa Mundial de Fútbol de 1978 | Argentina | Semifinal |

## Clubes
| Club                | País   | Año         |
| ------------------- | ------ | ----------- |
| Bologna F. C.       | Italia | 1973 - 1975 |
| Torino F. C.        | Italia | 1975 - 1981 |
| A. C. F. Fiorentina | Italia | 1981 - 1985 |
| S. S. C. Napoli     | Italia | 1985 - 1986 |
| Bologna F. C.       | Italia | 1986 - 1989 |
| Lanerossi Vicenza   | Italia | 1989 - 1990 |

## Palmarés

### Campeonatos nacionales
| Título      | Club          | País   | Año     |
| ----------- | ------------- | ------ | ------- |
| Copa Italia | Bologna F. C. | Italia | 1973-74 |
| Serie A     | Torino F. C.  | Italia | 1975-76 |